# 亨利·阿蒂斯
亨利·阿蒂斯（法語：Henri Arthus，1872年3月10日—1962年8月12日），法国男子帆船运动员。他曾代表法国参加1908年夏季奥林匹克运动会帆船比赛，获得一枚铜牌。